# Jean DeLarge
Jean DeLarge (15. maj 1906 i Liège – 1977) var en belgisk bokser som konkurrerede i 1920'erne. Under OL 1924 i Paris, Frankrig vandt han en guldmedalje i vægtklassen Weltervægt ved at slå Héctor Méndez i finalen.